# Пламен Димитров
Пламен Димитров е президент на Конфедерацията на независимите синдикати в България (КНСБ) от октомври 2010 г.

## Биография

### Образование и специализации
Пламен Димитров завършва Висшето военноморско училище във Варна през 1989 г. През септември и октомври 1995 г. специализира по „Професионално обучение и кредитни съюзи“ в Мадисън, САЩ. От септември до декември 1996 г. специализира по „Индустриални отношения“ в софийския Институт по индустриални отношения и мениджмънт „ОКОМ“. От 1997 до 1999 г. завършва магистратура по „Управление на човешките ресурси“ в Пловдивския университет. През 2018 г. придобива степен Доктор по Икономика и организация на труда в Университета за национално и световно стопанство, София.

### Професионална кариера
От 1989 до 1991 г. работи като корабен инженер в „Български морски флот“. От 1991 г. работи в КНСБ. До 1993 г. е областен координатор на КНСБ за област Варна. След това до 1997 г. е изпълнителен секретар в департаментите „Обучение и квалификация“ и „Браншови и регионални структури“. След това до 2010 г. е вицепрезидент на конфедерацията, а от октомври 2010 г. е неин президент. В професионален план е с над 25 годишен опит в сферата на икономическата и социална политики на национално и международно ниво.
На 11 май 2022 г. Димитров е преизбран на поста. Това става след гласуване на деветия редовен конгрес на организацията, който се проведе два последователни дни в София.

#### Членства
На национално ниво е:
- Председател на Изпълнителния комитет и Координационния съвет на КНСБ;
- Заместник-председател на Икономическия и социален съвет (ИСС) на Република България;
- Член на Националния съвет за тристранно сътрудничество;
- Председател на Управителния съвет на Сдружение „Колеж за работническо обучение“;
- Председател на Управителния съвет на СНЦ „Благотворителен фонд проф. д-р Желязко Христов, д.м.“

На международно и европейско ниво е:
- Заместник-член в Управителния Съвет на Международната организация на труда;
- Заместник-председател на Група „Работници“ за 109-та сесия на Международната конференция на труда (2021 г.)
- Вицепрезидент на юбилейната 108-ма сесия на Международната конференция на труда (2019 г.)
- Председател на Комитета по човешки и синдикални права на Международната конфедерация на профсъюзите (МКП);
- Заместник-член в Управителния съвет на Европейския орган по труда (ЕОТ)
- Член на Европейския икономически и социален комитет (ЕИСК) и Вицепрезидент на Група II „Работници“ на ЕИСК;
- Първи заместник-член на Генералния Съвет на Международната конфедерация на профсъюзите (МКП);
- Член на Изпълнителния комитет на Европейската конфедерация на профсъюзите;
- Член на Изпълнителния комитет на Паневропейския Регионален Съвет към МКП. Ежегодно участва в сесиите на Международната конференция на труда (МКТ). През 2012 г. е заместник-председател на Комитета за младежка заетост и Главен преговарящ от страна на групата на работниците в рамките на 101-та сесия на МКТ. Заместник-председател е и на Комитета за преход от неформална към формална икономика и Главен преговарящ от страна на групата на работниците в рамките на 103-та и 104-та сесия на МКТ за приемане на Препоръка №204 на Международната организация на труда относно прехода от неформална към формална икономика. През 2018 г. е главен преговарящ от страна на групата на работниците по социален диалог в рамките на 107-та сесия на МКТ, а през 2021 г. е избран за Заместник-председател на Комитета по Неравенствата и света на труда и главен преговарящ от страна на групата на работниците за 109-та сесия на МКТ. Член е на делегацията на Международната конфедерация на профсъюзите при годишните срещи с Международния валутен фонд и Световната банка във Вашингтон. Говорител e в редица международни конференции, форуми и трипартитни срещи на най-високо ниво. Владее английски и руски език .